# Saint-Julien-sur-Sarthe
Pour les articles homonymes, voir Saint-Julien.
Saint-Julien-sur-Sarthe est une commune française, située dans le département de l'Orne en région Normandie, peuplée de 679 habitants.

## Géographie

### Hydrographie
La commune est située dans le bassin Loire-Bretagne. Elle est drainée par la Sarthe et un bras de la Sarthe.
La Sarthe, d'une longueur de 314 km, prend sa source dans la commune de Soligny-la-Trappe, au hameau de Somsarthe, c'est-à-dire "sommet de la Sarthe", à une altitude de 250 mètres. Sur une grande partie de son cours, elle marque alors la limite entre les départements de l'Orne et de la Sarthe et conflue avec la Mayenne à Angers à une altitude de 15 mètres, pour former la Maine. Les caractéristiques hydrologiques de la Sarthe sont données par la station hydrologique située sur la commune du Mêle-sur-Sarthe. Le débit moyen mensuel est de 2,44 m3/s. Le débit moyen journalier maximum est de 33,8 m3/s, atteint lors de la crue du 12 janvier 1993. Le débit instantané maximal est quant à lui de 56,1 m3/s, atteint le 10 mai 2012.

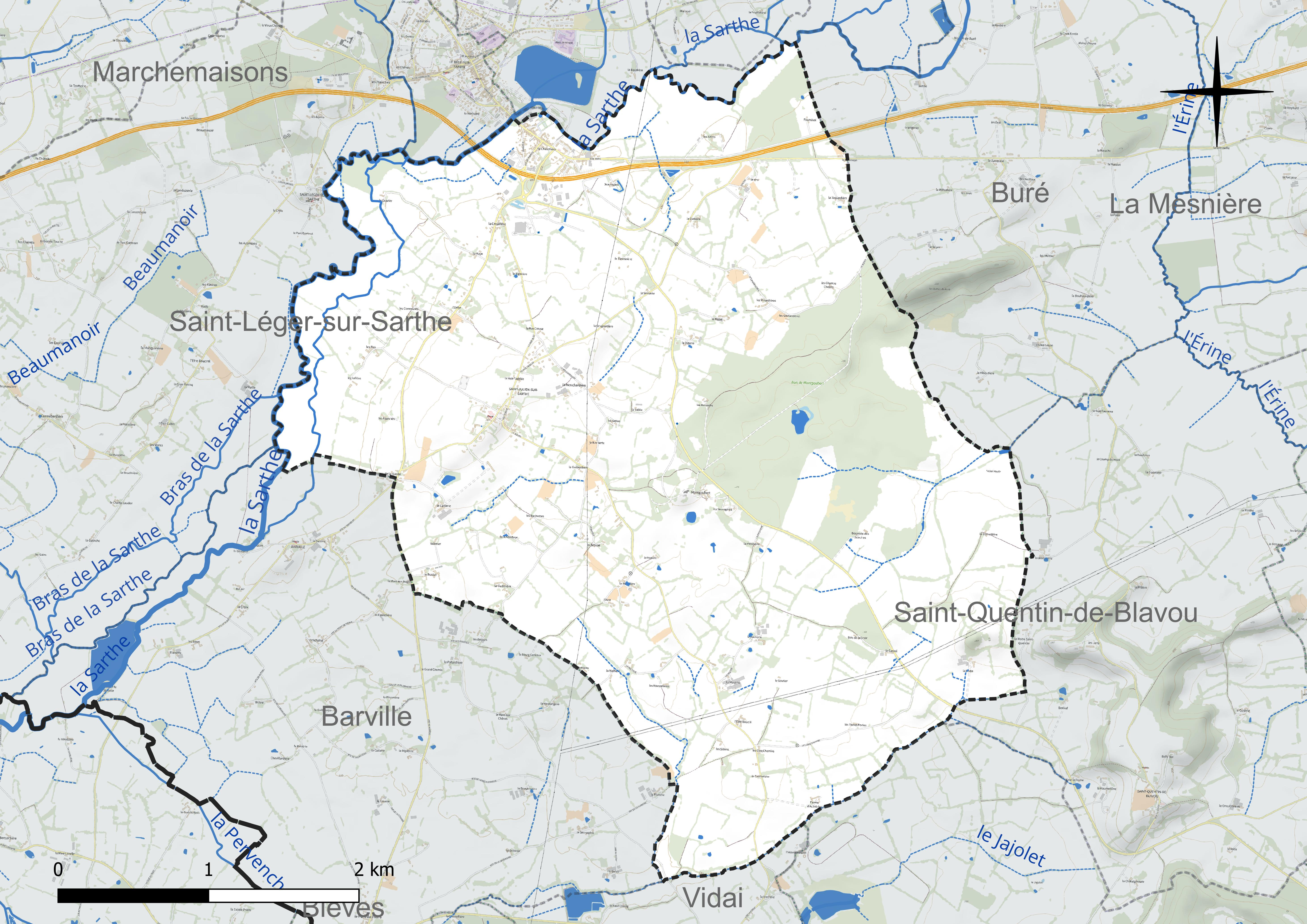
Réseau hydrographique de Saint-Julien-sur-Sarthe.

### Climat
Pour des articles plus généraux, voir Climat de la Normandie et Climat de l'Orne.
En 2010, le climat de la commune est de type climat océanique dégradé des plaines du Centre et du Nord, selon une étude du CNRS s'appuyant sur une série de données couvrant la période 1971-2000. En 2020, Météo-France publie une typologie des climats de la France métropolitaine dans laquelle la commune est exposée à un climat océanique altéré et est dans la région climatique Normandie (Cotentin, Orne), caractérisée par une pluviométrie relativement élevée (850 mm/a) et un été frais (15,5 °C) et venté. Parallèlement le GIEC normand, un groupe régional d’experts sur le climat, différencie quant à lui, dans une étude de 2020, trois grands types de climats pour la région Normandie, nuancés à une échelle plus fine par les facteurs géographiques locaux. La commune est, selon ce zonage, exposée à un « climat des plateaux abrités », se caractérisant par une pluviométrie et des contraintes thermiques modérées mais aussi, par effet de continentalité, des températures plus contrastées qu'au nord dans la plaine de Caen, avec communément 10 à 15 jours par an de plus de froid en hiver et de chaleur en été.
Pour la période 1971-2000, la température annuelle moyenne est de 10,7 °C, avec une amplitude thermique annuelle de 13,9 °C. Le cumul annuel moyen de précipitations est de 736 mm, avec 12,1 jours de précipitations en janvier et 7,8 jours en juillet. Pour la période 1991-2020, la température moyenne annuelle observée sur la station météorologique la plus proche, située sur la commune de Villeneuve-en-Perseigne à 9 km à vol d'oiseau, est de 10,8 °C et le cumul annuel moyen de précipitations est de 770,2 mm,. Pour l'avenir, les paramètres climatiques de la commune estimés pour 2050 selon différents scénarios d'émission de gaz à effet de serre sont consultables sur un site dédié publié par Météo-France en novembre 2022.

## Urbanisme

### Typologie
Au 1er janvier 2024, Saint-Julien-sur-Sarthe est catégorisée commune rurale à habitat dispersé, selon la nouvelle grille communale de densité à sept niveaux définie par l'Insee en 2022.
Elle est située hors unité urbaine et hors attraction des villes,.

### Occupation des sols
L'occupation des sols de la commune, telle qu'elle ressort de la base de données européenne d’occupation biophysique des sols Corine Land Cover (CLC), est marquée par l'importance des territoires agricoles (80,2 % en 2018), en diminution par rapport à 1990 (86,9 %). La répartition détaillée en 2018 est la suivante : 
prairies (63 %), terres arables (17,2 %), forêts (8,9 %), milieux à végétation arbustive et/ou herbacée (6,7 %), zones urbanisées (4,2 %). L'évolution de l’occupation des sols de la commune et de ses infrastructures peut être observée sur les différentes représentations cartographiques du territoire : la carte de Cassini (XVIIIe siècle), la carte d'état-major (1820-1866) et les cartes ou photos aériennes de l'IGN pour la période actuelle (1950 à aujourd'hui).

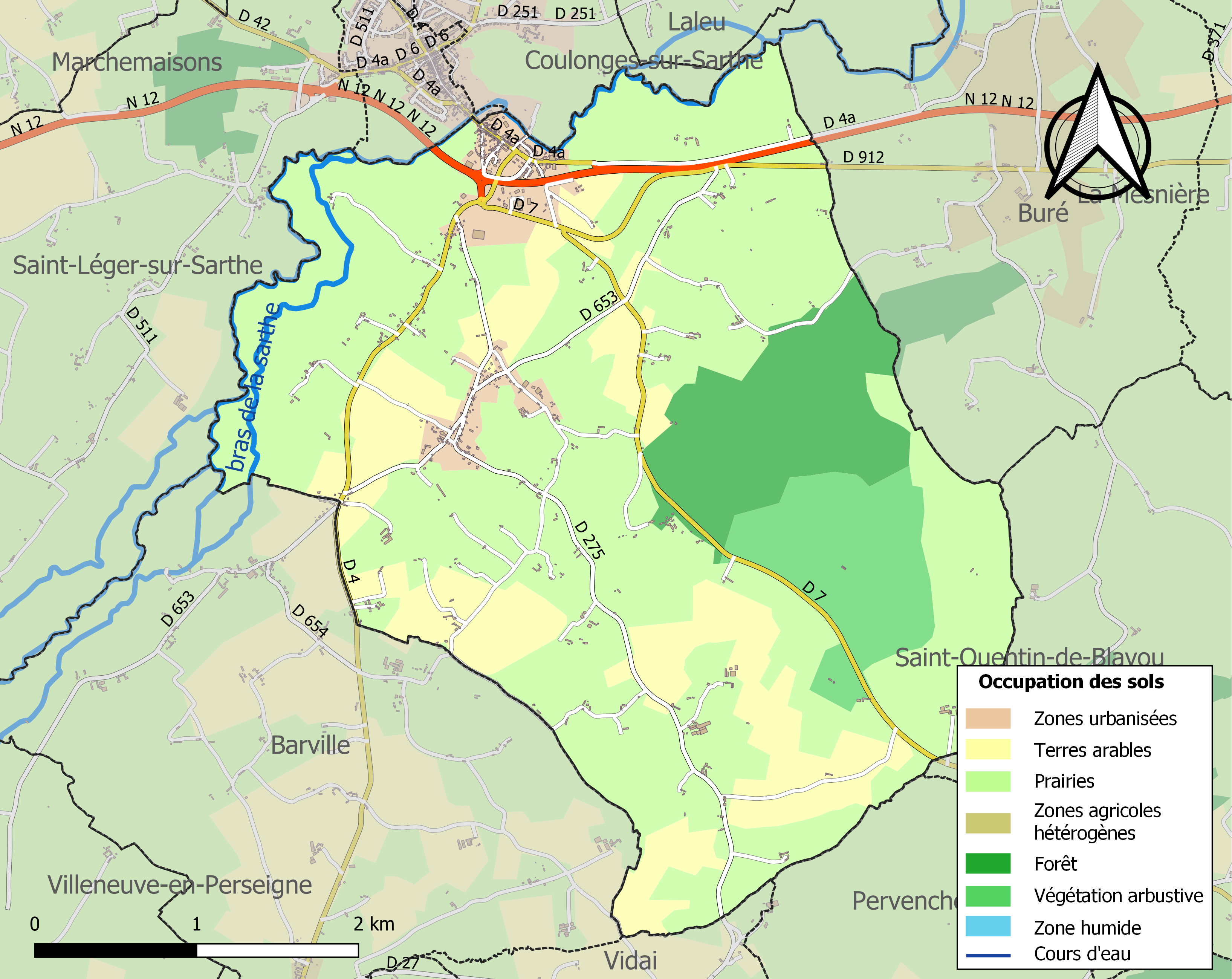
Carte des infrastructures et de l'occupation des sols de la commune en 2018 (CLC).

## Toponymie
Le nom de la localité est attesté sous la forme Sanctus Julianus super Saltam en 1373, Julien sur Sarthe en 1793, Saint-Julien en 1801.
La Sarthe est le principal cours d'eau traversant le territoire de la commune.

## Politique et administration
| Période                                  | Période  | Identité         | Étiquette | Qualité                     |
| ---------------------------------------- | -------- | ---------------- | --------- | --------------------------- |
| 1982                                     | 1995     | Florent Leprince | SE        | Agriculteur                 |
| 1995                                     | 2020     | Antoine Perrault | DVD       | Médecin, conseiller général |
| 2020                                     | en cours | Vianney Girard   | SE        | Ingénieur                   |
| Les données manquantes sont à compléter. |          |                  |           |                             |

## Démographie
L'évolution du nombre d'habitants est connue à travers les recensements de la population effectués dans la commune depuis 1793. Pour les communes de moins de 10 000 habitants, une enquête de recensement portant sur toute la population est réalisée tous les cinq ans, les populations de référence des années intermédiaires étant quant à elles estimées par interpolation ou extrapolation. Pour la commune, le premier recensement exhaustif entrant dans le cadre du nouveau dispositif a été réalisé en 2007.
En 2022, la commune comptait 679 habitants, en évolution de −0,44 % par rapport à 2016 (Orne : −3,21 %, France hors Mayotte : +2,11 %).
| 1793  | 1800  | 1806  | 1821  | 1836  | 1841  | 1846  | 1851  | 1856  |
| ----- | ----- | ----- | ----- | ----- | ----- | ----- | ----- | ----- |
| 1 326 | 1 210 | 1 304 | 1 377 | 1 459 | 1 456 | 1 438 | 1 451 | 1 338 |

| 1861  | 1866  | 1872  | 1876  | 1881  | 1886  | 1891  | 1896  | 1901 |
| ----- | ----- | ----- | ----- | ----- | ----- | ----- | ----- | ---- |
| 1 294 | 1 262 | 1 243 | 1 140 | 1 079 | 1 033 | 1 015 | 1 003 | 959  |

| 1906 | 1911 | 1921 | 1926 | 1931 | 1936 | 1946 | 1954 | 1962 |
| ---- | ---- | ---- | ---- | ---- | ---- | ---- | ---- | ---- |
| 877  | 838  | 765  | 745  | 714  | 717  | 756  | 713  | 732  |

| 1968 | 1975 | 1982 | 1990 | 1999 | 2006 | 2007 | 2012 | 2017 |
| ---- | ---- | ---- | ---- | ---- | ---- | ---- | ---- | ---- |
| 687  | 678  | 584  | 581  | 603  | 655  | 662  | 672  | 677  |

| 2022 | - | - | - | - | - | - | - | - |
| ---- | - | - | - | - | - | - | - | - |
| 679  | - | - | - | - | - | - | - | - |

## Lieux et monuments
- Église Saint-Julien du XIXe siècle.
- Le monument aux morts.
- Chapelle au Carré du début du XIXe siècle.
- Château de Montgoubert, ancien château féodal reconstruit au XIXe siècle[23].
- Vestiges d'une motte féodale circulaire dite de Saint-Julien[23], voisine de celle de Saint-Quentin-de-Blavou[24].

## Personnalités liées à la commune
- Olive-Charlier Vaslin (1794-1889), violoncelliste, professeur de violoncelle au Conservatoire de Paris, est mort à Saint-Julien-sur-Sarthe.
- Philippe Le Guay (1956-), cinéaste et réalisateur du film Normandie nue (2018), partiellement tourné dans le village où il a des attaches familiales[25].
- Marie-Laure Le Guay (1962-), sculptrice, épouse de Dominique de Villepin, mariée à Saint-Julien-sur-Sarthe le 3 août 1985.